# Joe Wilson (Politiker)

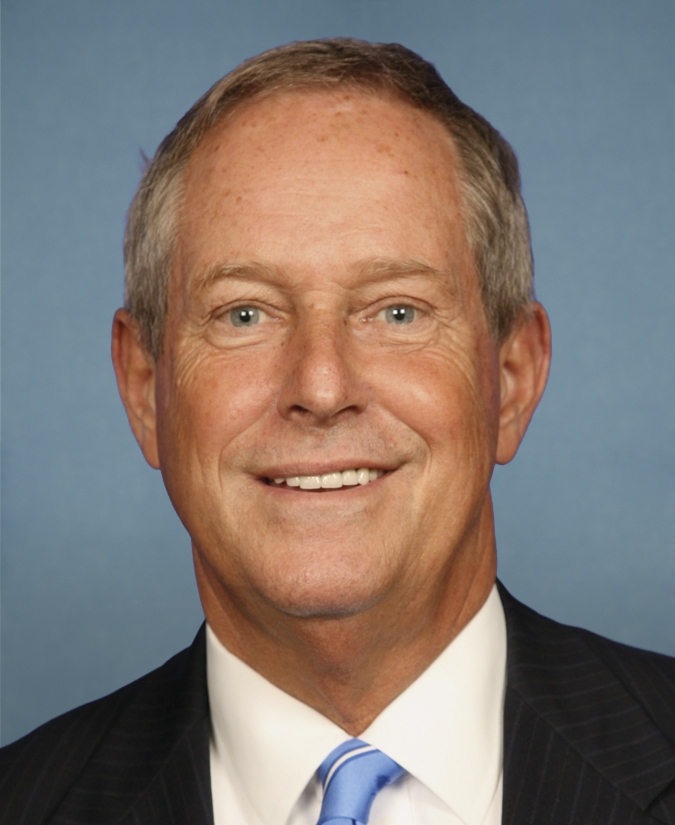
Joe Wilson (2011)

Addison Graves „Joe“ Wilson Sr. (* 31. Juli 1947 in Charleston, Charleston County, South Carolina) ist ein US-amerikanischer Politiker der Republikanischen Partei. Seit Dezember 2001 vertritt er den zweiten Distrikt des Bundesstaats South Carolina im US-Repräsentantenhaus.

## Leben
Joe Wilson besuchte bis 1969 die Washington and Lee University in Virginia. Danach studierte er bis 1972 an der University of South Carolina in Columbia Jura. Von 1972 bis 1975 gehörte er der United States Army Reserve der US-Armee an. Danach war er bis 2003 Mitglied der Nationalgarde von South Carolina und schied als Colonel aus. Hauptberuflich arbeitete Wilson als Rechtsanwalt.
Er ist verheiratet und hat mit seiner Frau Roxanne vier Kinder und acht Enkelkinder. Privat lebt er in West Columbia.

## Politik
Wilson ist Mitglied der Republikanischen Partei. 1981 und 1982 war er Berater des Energieministeriums. Er arbeitete einige Jahre im Stab des US-Senators Strom Thurmond und dann für den Kongressabgeordneten Floyd Spence. Von 1984 bis 2001 saß Wilson im Senat von South Carolina.
Nach dem Tod von Spence wurde er bei der fälligen Nachwahl im zweiten Distrikt von South Carolina als dessen Nachfolger in das US-Repräsentantenhaus gewählt. Dort trat er am 18. Dezember 2001 sein neues Mandat an. Die Wahlen 2002 bis Wahlen zum Repräsentantenhaus der Vereinigten Staaten 2020 konnte er für sich entscheiden.
Die Primary (Vorwahl) seiner Partei für die Wahlen 2022 wurde abgesagt und Wilson erneut zum Kandidat bestimmt. Er trat am 8. November 2022 gegen Judd Larkins von der Demokratischen Partei an und entschied die Wahl mit 59,4 % der Stimmen deutlich für sich. Somit war er im Repräsentantenhaus des 118. Kongresses vertreten. Bei der Vorwahl zur folgenden Kongresswahl 2024 setzte sich Joe Wilson gegen Hampton Redmond mit 73,9 % durch. Die Hauptwahl gegen den Demokraten David Robinson entschied er mit 59,7 % für sich. Wilsons aktuelle dreizehnte Legislaturperiode im Repräsentantenhaus des 119. Kongresses läuft noch bis zum 3. Januar 2027.

## Positionen
Wilson ist ein entschiedener Gegner von Online-Glücksspielen. Er war auch ein Gegner der Gesundheitsreform von Präsident Barack Obama. In diesem Zusammenhang erregte er am 9. September 2009 großes Aufsehen, als er während einer Rede Obamas vor beiden Kammern des Kongresses diesen mit den Worten „Sie lügen!“ unterbrach. Wilson wurde dafür offiziell durch das Repräsentantenhaus gerügt; später entschuldigte er sich beim Präsidenten, was dieser akzeptierte.

## Ausschüsse
Wilson ist aktuell Mitglied in folgenden Ausschüssen des Repräsentantenhauses:
- Committee on Armed Services
  - Readiness
  - Strategic Forces
- Committee on Education and the Workforce
  - Health, Employment, Labor, and Pensions
- Committee on Foreign Affairs
  - Europe
  - Middle East, North Africa, and Global Counterterrorism